# Thomas J. Wright
Thomas J. Wright é um diretor e produtor de televisão estadunidense.

## Filmografia
- Castle (2013)
- Tower Prep (2010)
- Wanted (2006)
- Supernatural (2005-Presente)
- One Tree Hill (2005)
- Bones (2005)
- NCIS (2003)
- Smallville (2002)
- CSI: Crime Scene Investigation (2000)
- Taken (2002)
- Firefly (1997)
- Millennium (1996)
- Space: Above and Beyond (1995)
- Nowhere Man (1995)
- The X-Files (1993)
- No Holds Barred (1989)
- Max Headroom (1987)
- The Twilight Zone (1986)